# لحظات عاشقانه
لحظات عاشقانه (به انگلیسی: Romantic Moments) آلبومی گردآوری شده از یانی است که در سال ۱۹۹۲ منتشر شده‌است.